# Famine de 1984-1985 en Éthiopie
La famine qui a touché l'Éthiopie en 1984 et 1985 est en fait composée de deux famines qui ont sévi simultanément dans le pays, l'une au sud et la seconde, qui fut la plus sévère, au nord. Dans le nord, l'insurrection du Front de libération des peuples du Tigré et la contre-insurrection gouvernementale furent les causes ultimes de la famine, même si sa cause première était les faibles précipitations de 1984. Dans le sud, la famine était associée avec l'insurrection du Front de libération Oromo.
La crise a suscité une vive émotion dans le monde, relayée par les médias, notamment en occident où des actions caritatives furent menées telles que la sortie des chansons We Are The World aux États-Unis, SOS Éthiopie des Chanteurs sans frontières en France, Tears Are Not Enough de Northern Lights au Canada, Les Yeux de la faim de la Fondation Québec-Afrique au Québec, Cantaré, cantarás de Hermanos en Amérique latine, Do They Know It's Christmas? de Band Aid au Royaume-Uni et l'organisation du concert Live Aid en juillet 1985
.

## Contexte

Frontières de l'Éthiopie au moment de la famine, avant l'indépendance de l'Érythrée en 1993.

L'économie de l'Éthiopie est fondée sur l'agriculture qui représente 90 % des exportations du pays et 80 % des emplois. Elle est la première activité économique du pays mais aussi la principale source d'alimentation pour les Éthiopiens.
En 1973, une famine déjà très sérieuse avait touché la province Wollo, tuant entre 40 et 80 000 personnes, principalement des bergers Afar et des agriculteurs Oromo qui subissaient la confiscation massive de leurs terres par les classes aisées et le gouvernement de l'empereur Hailé Sélassié. Cet épisode de famine contribua à ébranler la légitimité du gouvernement et, en 1974, un groupe de soldats dissidents connu sous le nom de Derg renversa Sélassié. Le Derg créa une Commission d'aide et de réhabilitation chargée de rechercher les causes de la famine et en prévenir une nouvelle, puis il abolit le système féodal de propriété terrienne en mars 1975.
En 1976, des insurrections contre le Gouvernement militaire provisoire de l'Éthiopie socialiste mis en place par le Derg éclatent dans toutes les régions du pays. En réaction, le chef de l'État, Mengistu Hailé Mariam, déclenche une campagne de répression que l'on surnommera la Terreur rouge (1977-1978) au cours de laquelle des étudiants et des jeunes soupçonnés d'être membres ou sympathisants du Parti révolutionnaire du peuple éthiopien sont systématiquement exécutés. Cet épisode marque le début d'une détérioration de l'économie de l'Éthiopie. Le prix des céréales, fixé par le gouvernement, est si faible qu'il décourage les agriculteurs. 
Dans le même temps, le Derg instaure un système de « permis de voyage » pour dissuader les agriculteurs de s'engager dans des activités non agricoles. Par ailleurs, l'effondrement des fermes d'État, qui employaient un grand nombre de travailleurs saisonniers, fit que plus de 500 000 agriculteurs du nord de l'Éthiopie perdirent une partie de leurs revenus. Enfin, le Commerce de gros des céréales fut déclaré illégal de telle sorte que le nombre de négociants passa de 30 000 à moins de 5 000 dix ans après la révolution.

## La famine
Du début jusqu'au milieu des années 1980, deux famines ont touché le pays dans deux régions distinctes, bien que l'on ait tendance à parler d'une seule et même famine. La première a affecté le sud-est de l'Éthiopie et était liée à l'offensive menée par le Derg contre le Front de libération Oromo. La seconde, qui est celle à laquelle les médias font généralement référence en parlant de la famine de 1984-1985, était centrée sur les anciennes provinces du Tigré et du nord Wollo, qui se sont ensuite étendues aux provinces de l'Érythrée, de Bégemder et du nord Shewa.
| Évolution du prix des céréales au nord du pays (en birr par quintal) |       |       |          |
|                                                                      | Tigré | Wollo | Bégemder |
| Fin 1981                                                             | 100   | 50    | 40       |
| Fin 1982                                                             | 165   | 65    | 55       |
| Fin 1983                                                             | 225   | 90    | 45       |
| Fin 1984                                                             | 300   | 160   | 70       |
| Juin/Juillet 1985                                                    | 380   | 235   | 165      |

Bien que la Commission d'aide et de réhabilitation ait affirmé avoir prédit cette famine, elle disposait de très peu d'informations laissant à penser que le pays allait faire face à un sévère manque de nourriture. Après plusieurs périodes de sècheresse à la fin des années 1970, en 1980 et 1981 qui avaient été qualifiées de "normale" par la Commission, celle de 1982 fut sans doute la pire que le pays ait jamais connue. En février et mars 1983, les premiers signes de la famine sont apparus lorsque des agriculteurs dans la misère ont commencé à se présenter dans des centres alimentaires, ce qui amena des agences humanitaires internationales à demander à la Commission de réviser ses prévisions.
En 1983, les récoltes étaient parmi les meilleures jamais enregistrées en Éthiopie, exception faite de la région du Tigré où un sérieux manque de pluie était enregistré. En conséquence les prix des céréales se sont écroulés dans les deux provinces du nord, Bégemder et Godjam. Pourtant, la famine est réapparue dans le Tigré.
Au milieu de l'année 1984, il était évident qu'une nouvelle sècheresse et une famine importante avaient commencé à toucher de grandes parties du nord du pays. Il était également clair que le gouvernement était incapable de fournir une réponse à cette crise. Au mois d'octobre, le pays manque d'environ 535 000 tonnes de céréales pour nourrir la population, et ce chiffre dépasse 1,2 million de tonnes le mois suivant.
Cette pénurie dans le nord du pays est accentuée par les combats qui se déroulent dans la province de l'Érythrée et aux alentours, empêchant le passage d'approvisionnements. Bien que des organisations internationales aient fait des efforts considérables pour fournir de la nourriture dans les zones affectées, la persistance de la sécheresse et des mauvaises conditions de sécurité dans le nord ont eu pour conséquence d'aggraver la famine. En outre, l'Éthiopie connut une nouvelle sécheresse en 1985 de telle sorte qu'au début de l'année 1986 la famine s'était répandue vers le sud, d'autant que la même année le pays fut frappé par une invasion de criquets pèlerins.

## Réponse à la famine

### Réaction du gouvernement
L'incapacité ou la mauvaise volonté du gouvernement éthiopien dans la gestion de la famine a été condamnée par la communauté internationale, y compris par des pays qui soutenaient habituellement le régime Derg. 
La première réaction du gouvernement fut d'instaurer une politique de déplacements forcés de population consistant à déraciner une grande partie des agriculteurs du nord pour les installer dans le sud du pays. Entre 1985 et 1986, ce sont ainsi près de 600 000 personnes qui ont été déplacées de leurs villages et fermes, la plupart sous la contrainte des militaires, pour être transportées dans plusieurs régions du sud. Beaucoup d'agriculteurs ont préféré s'enfuir plutôt que d'être ainsi réinstallés. Plusieurs organisations des droits de l'homme ont indiqué que ces déplacements forcés auraient fait des dizaines de milliers de morts.
Le second aspect de la réaction gouvernementale fut une politique de « villagisation », à la fois pour répondre à la famine mais aussi à la situation insécuritaire. Au début de l'année 1985, des agriculteurs ont ainsi été forcés de quitter leur foyer pour s'installer dans des villages créés de toutes pièces, rassemblés autour des points d'eau, des écoles et des services médicaux dans le but de faciliter l'accès à ces services. Toutefois, de nombreux paysans préférèrent se réfugier dans des camps ou quitter le pays plutôt que d'accepter ce relogement forcé. Cette politique fut d'autant plus impopulaire que, dans bien des cas, le gouvernement ne fut pas à même de fournir les services qu'il avait promis. Au lieu d'être bénéfique à la productivité agricole, ce programme a entraîné le déclin de la production alimentaire et il a d'ailleurs été suspendu en 1986.

### Aide internationale

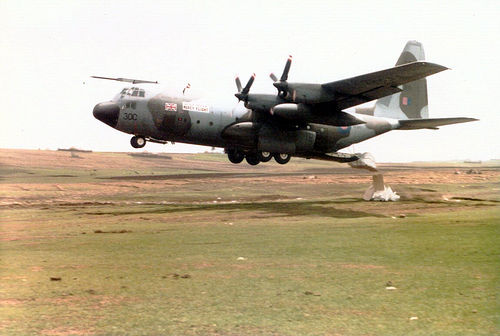
Largage aérien de vivres par un Hercules de la RAF.

À la fin de l'année 1984, l'émotion internationale suscitée par les images de la famine amène les organisations humanitaires à intervenir en masse. Elles participent à leur insu au déplacement forcé des éthiopiens car l'aide humanitaire est détournée par le gouvernement pour mener sa politique d'homogénéisation démographique. 200 000 personnes meurent au cours de ces déplacements.
De nombreux États vont également apporter leur soutien. En janvier 1985, la Royal Air Force britannique envoie un Hercules C-130 pour parachuter de la nourriture aux Éthiopiens affamés. D'autre pays participeront tels que l'Allemagne de l'Ouest, la République démocratique allemande, la France, la Pologne, le Canada, l'Union soviétique et les États-Unis.

### Les mouvements d'artistes contre la famine
En novembre 1984, à Londres, Bob Geldof (leader du groupe post-punk les Boomtown Rats) réunit des artistes de la scène pop anglaise pour créer le groupe Band Aid qui enregistre le morceau Do they Know it's Christmas dont les bénéfices ont été reversés pour l'Éthiopie. Il organise également le 13 juillet 1985, le concert Live Aid qui se déroule au Wembley Stadium de Londres et au John F. Kennedy Stadium de Philadelphie. Cet évènement fut diffusé à la télévision dans le monde entier (mais pas en France) et réunit plus de 1,5 milliard de téléspectateurs.
En décembre 1984, Manu Dibango lance l'opération Tam Tam pour l'Éthiopie, un titre enregistré à Paris par une trentaine d'artistes africains tels que Mory Kante, Ray Lema, Salif Keita, Sunny Adé, Youssou N'Dour et bien d'autres.
Le 28 janvier 1985, aux États-Unis, 45 chanteurs américains se réunissent pour enregistrer la chanson We are the world, produite par Quincy Jones sur des paroles et musique écrites par Michael Jackson et Lionel Ritchie. Mis en vente au début du mois de mars 1985, l'album fut vendu à plus de 7 millions d'exemplaires et permit de récolter 60 millions de dollars qui seront reversés à l'Éthiopie.
Au même moment, en France, un collectif d'artistes donne naissance à l'association Chanteurs sans frontières qui enregistre en mars 1985, la chanson SOS Éthiopie dont les paroles avaient été écrites par Renaud et dont la musique avait été composée par Franck Langolff. En quatre mois, 2 millions d'exemplaires de ce 45-tours ont été vendus et les fonds récoltés furent versés à Médecins sans frontières.
En avril 1985 en Espagne, des artistes Latino Américains se réunissent pour enregistrer la chanson Cantaré, cantarás, produite par Albert Hammond. Parmi les artistes on retrouve Julio Iglesias, Irene Cara, José José, Miami Sound Machine et Cheech Marin.
Le Québec fait aussi sa part en créant dès le mois d'avril 1985 la Fondation Québec-Afrique. Se regroupent alors plusieurs artistes québécois, dont Daniel Lavoie, Gilles Vigneault, Jean-Pierre Ferland, Céline Dion, Michel Rivard, Claude Léveillée, Claude Gauthier, Nicole Martin, Renée Claude ainsi qu'une quarantaine d'autres artistes, en vue de ramasser de l'argent pour aider l'Éthiopie. C'est donc sur un texte du journaliste Gil Courtemanche et une musique du compositeur Jean Robitaille que la chanson Les Yeux de la faim voit le jour. Publiée chez Kébec-Disque, la chanson obtient un énorme succès, et les fonds obtenus de la vente des disques sont dès lors entièrement remis par la Fondation à l'Éthiopie.
En mai 1985 le Canada lance Tears Are Not Enough composé par David Foster et Bryan Adams.
Cependant, le président de Médecins sans frontières France depuis 1982, Rony Brauman,élu  après les dissensions dans MSF au sujet des rescapés du désastre khmer rouge, observe que les secours humanitaires renforcent la politique de déplacement forcé du gouvernement éthiopien, grâce à des enquêtes menées par des ONG dans les camps de réfugiés du Soudan et de Somalie, pays voisins, et opère une « véritable chirurgie sociale, avec dékoulakisation, collectivisation accélérée des terres »>. Il appelle les organisations humanitaires et les donateurs occidentaux à demander sa suspension au prix du fait que MSF est expulsé d’Éthiopie en estimant faire « face à une campagne de désinformation », selon Claude Malhuret, ce qui sera ensuite contesté par Claude Julien dans Le Monde diplomatique en juillet 1987.

## Bilan des morts
Selon des estimations extérieures comme celle d'Alex de Waal, la famine de 1983-1985 a tué au moins 400 000 personnes (sans compter celles qui ont été tuées par la réinstallation), uniquement dans le nord de l'Éthiopie (province du Tigré) ; "Plus de la moitié de cette mortalité peut être attribuée aux violations des droits de l'homme, ce qui fait que la famine survient plus tôt, frappe plus durement et s'étend plus loin que cela n'aurait été le cas autrement."
Des millions d’animaux périrent durant cette période. 
L'Agence américaine pour le développement international, qui a fourni une aide étrangère pendant la famine, a estimé que "plus de 300 000" sont morts. 
D'autres estimations d'initiés évaluent le nombre total de morts en Éthiopie à "1,2 million de morts, 400 000 réfugiés à l'extérieur du pays, 2,5 millions de personnes déplacées à l'intérieur du pays et près de 200 000 orphelins".